# Ciclo lítico

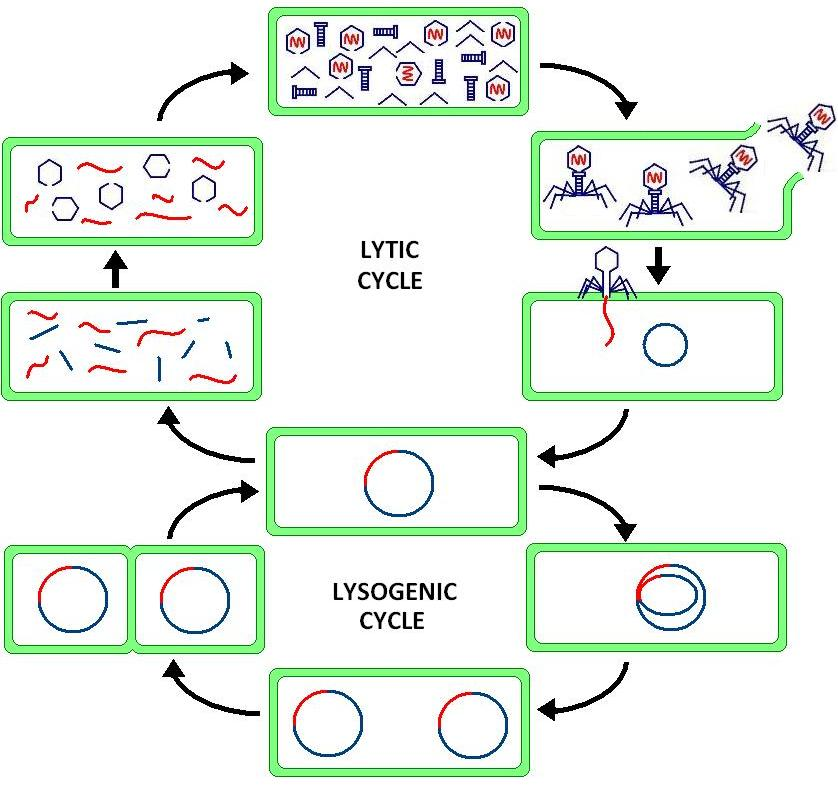
Arriba, ciclo lítico inducido por un bacteriófago en una bacteria

El ciclo lítico se denomina así porque la célula infectada por un virus muere por rotura (lisis en griego), al liberarse las nuevas copias virales. 
El ciclo lítico es el método de reproducción viral, este es usualmente el principal método de duplicación viral e involucra la destrucción de células infectadas. El ciclo consta de las siguientes fases:
- 1. Fase de adsorción o fijación: El virus se une a la célula hospedadora de forma estable. La unión es específica, ya que el virus reconoce complejos moleculares de tipo proteico, protocolice o proteico, presentes en las membranas celulares.
- 2. Fase de penetración o inyección: el ácido nucleico viral entra en la célula mediante una perforación que el virus realiza en la pared bacteriana.
- 3. Fase de eclipse: en esta fase no se observan copias del virus en la célula, pero se está produciendo la síntesis de ARN, es decir la duplicación y transcripción de ARN, necesario para generar las copias de proteínas de la cápsida. También se produce la continua formación de ácidos nucleicos virales y enzimas destructoras del ADN bacteriano.
- 4. Fase de ensamblaje: en esta fase se produce la unión de los capsómeros para formar la cápsida y el empaquetamiento del ácido nucleico viral dentro de ella.
- 5. Fase de lisis o ruptura: conlleva la muerte celular. Los viriones salen de la célula, mediante la rotura enzimática de la pared bacteriana. Estos nuevos virus se encuentran en situación de infectar una nueva célula.

- Datos: Q1369386
- Multimedia: Lytic cycle / Q1369386